# 普罗格列斯
普罗格列斯是俄罗斯阿穆尔州的一座市级镇，于1948年建立，海拔356米。位于布拉戈维申斯克（海兰泡）东南。人口11,156人（2010年人口普查）；13,080人（2002年人口普查）；14,345人（1989年人口普查）。